# Блажеюв
Блажеюв (пол. Błażejów, нім. Taunengrund) — село в Польщі, у гміні Любавка Каменноґурського повіту Нижньосілезького воєводства.
Населення — 300 осіб (2011).
У 1975-1998 роках село належало до Єленьоґурського воєводства.

## Демографія
Демографічна структура станом на 31 березня 2011 року:
|          | Загалом | Допрацездатний вік | Працездатний вік | Постпрацездатний вік |
| -------- | ------- | ------------------ | ---------------- | -------------------- |
| Чоловіки | 152     | 35                 | 102              | 15                   |
| Жінки    | 148     | 27                 | 86               | 35                   |
| Разом    | 300     | 62                 | 188              | 50                   |